# میکولایف
میکولایف (اوکراینی: Миколаївський суднобудівний завод) شرکت کشتی‌سازی اوکراینی است، که در سال ۱۷۸۸ تأسیس شد.